# Leif Engström
Leif Erik Engström, född 9 februari 1992 i Brunskogs församling, Värmlands län, är en svensk målare. 

## Biografi
Leif Engström föddes 1992 i Brunskogs församling utanför Arvika. Han studerade från 2013 till 2015 vid Gerlesborgsskolan i Stockholm och senare vid Kungliga Konsthögskolan, där han tog examen 2020. Engström är bland annat representerad vid Moderna museet
2024 utkom en monografi om Engströms konst, Natten vilar mot balkongdörren, på Otsium förlag. 

## Utmärkelser
- 2007 – Skogman/NWT/Lion- fonden i Karlstad
- 2013 – Bengt Axelssons stipendium för värmländsk kultur
- 2015 – Helmiastiftelsen stipendium
- 2016 – Lussestipendiet av Wermländska sällskapet[7]
- 2017 – Ungdomsfonden till Johan Backlunds minne, Värmländsk kultur
- 2019 – Stig Hedbergs resestipendium
- 2019 – Cederström/Konstakademien
- 2020 – Helge Ax:son Johnsons resestipendium
- 2020 – Tobisons fond
- 2021 – Konstnärsnämndens ettåriga arbetsstipendium
- 2021 – Marianne och Sigvard Bernadottes konstnärsfond
- 2021 – Eva och Hugo Bergmans minnesfond.[8]
- 2021 – Åke Andréns konstnärsstipendium.[4]
- 2021 – Arvika kommunpris[9]
- 2023 – Konstnärsnämndens tvååriga arbetsstipendium

## Utställningar
- 2025: Ljusets rörelser, Jönköpings läns museum[10]
- 2024: Natten vilar mot balkongdörren, Skellefteå konsthall[11]
- 2023: Fönsterband, Valsta Konst[12]